# 佐賀県立唐津青翔高等学校
佐賀県立唐津青翔高等学校（さがけんりつ からつせいしょうこうとうがっこう、英称:Seisho Blue Wings High School）は、佐賀県東松浦郡玄海町大字新田に所在する公立の高等学校。

## 概要
歴史
2005年（平成17年）4月に佐賀県立唐津北高等学校と佐賀県立東松浦高等学校の2校が統合されて開校。2011年（平成23年）に全日制課程普通科の募集が停止され、総合学科に改編された。
愛称
Seisho Blue Wings High Schoolという英語の愛称がある。
設置課程・学科
- 全日制課程 総合学科[2]　二学期制単位制高校　
  - 韓国文化系列
  - 情報ビジネス系列
  - 生活福祉系列
  - 環境系列
  - 芸術デザイン系列

校訓
「自律・挑戦・感謝」
校章
四つ葉のクローバーと校名「青翔」のローマ字表記の頭文字「S」、「高」の文字を組み合わせたものとなっている。
校歌
作詞は佐藤友則、作曲は橋本正昭による。歌詞は4番まであり、4番に校名の「唐津青翔」が登場する。

## 沿革
略歴
上場台地（東松浦半島の北西部、東松浦郡玄海町・呼子町・鎮西町・肥前町などの地域）は開発が遅れ高校がなく、唐津市内の高校への通学は学費のほかバス定期代など家計の経済的負担となり高校進学を諦めなければならない場合もあった。そのため、住民にとって上場地区への高校開校は悲願で、昭和30年代より県教育委員会へ県立高校設置が要望されてきた。
そして、1974年（昭和49年）4月に佐賀県立東松浦高等学校が玄海町新田に開校した。しかし、所在地は周辺離島の航路（呼子町・鎮西町方面）から離れており、「島から船で通える高校が欲しい」との声で、3年後の1977年（昭和52年）に佐賀県立唐津北高等学校が設置された。当時両校ともに普通科2学級の小規模校であった。
その後、第二次ベビーブームによる生徒数の増加で、普通科4学級に増加するが、再び2学級に転じ、高校再編の波に呑まれ2002年10月に佐賀県教育委員会は両校の統合を決定、2005年に旧東松浦高校の敷地に唐津青翔高校第1回生を迎えた。東松浦高校と唐津北高校は在校生の卒業で2007年3月をもって廃校となった。
年表
- 2002年（平成14年）10月 - 東松浦高等学校と唐津北高等学校の統合が発表される。
- 2003年（平成15年）7月 - 東松浦高校敷地内に新高校を設置することが決定。
- 2004年（平成16年）6月 - 名称を「佐賀県立唐津青翔高等学校」とすることが決定。
- 2005年（平成17年）
  - 4月 - 第1回入学式が挙行される（普通科4学級、定員160名）。
  - 6月 - 開校記念式典が挙行される。
- 2006年（平成18年）8月 - 管理棟外壁改修工事。
- 2011年（平成23年）4月 - 同年度入学生より、総合学科に改編される。
- 2013年（平成25年）3月31日 - 普通科を廃止。
- 2015年（平成27年）11月 - 創立10周年記念式典挙行

## 学校行事
前期
- 4月 - 入学式、開校記念遠足（玄海エネルギーパーク）、1年波戸岬少年自然の家宿泊研修
- 5月 - 高校総体壮行会
- 6月 - 高校総体、前期中間考査
- 7月 - 2年インターンシップ、クラスマッチ、三者面談、
- 8月 - 中学生体験入学
- 9月 - 就職試験開始、前期期末考査、前期終業式

後期
- 10月 - 後期始業式、青風祭（文化祭、体育祭）
- 11月 - 大学、専門学校、推薦入試、釜山外国語大学校訪問
- 12月 - 後期中間考査、クラスマッチ、三者面談
- 1月 - 2年修学旅行、総合学科発表会、駅伝大会
- 2月 - 学年末考査
- 3月 - 卒業式、後期終業式

## 部活動
| 運動部 - 野球部 - サッカー部 - バレーボール部 - バスケットボール部 - 陸上部 - バドミントン部 - 相撲部 | 文化部 - 情報技術部 - 書道部 - 美術部 - 茶道部 - ボランティア部 - 環境部 |

## 交通
最寄りのバス停
- 昭和バス 「唐津青翔高校前」バス停

最寄りの国道・県道
- 国道204号
- 佐賀県道292号加倉仮屋港線

## 周辺
- 玄海町町民会館
- 玄海町社会体育館
- 玄海町立玄海みらい学園